# Ayanda Patosi
 Ayanda Patosi  (Ciudad del Cabo, Sudáfrica, 31 de octubre de 1992) es un futbolista sudafricano. Juega de centrocampista y se encuentra sin equipo tras abandonar el Foolad FC.

## Clubes
| Club                  | País                   | Año       |
| --------------------- | ---------------------- | --------- |
| K. S. C. Lokeren      | Bélgica                | 2011-2017 |
| Cape Town City        | Sudáfrica              | 2017-2020 |
| Esteghlal FC (cedido) | Irán                   | 2019      |
| Baniyas SC (cedido)   | Emiratos Árabes Unidos | 2019      |
| Foolad FC             | Irán                   | 2020-2023 |

## Palmarés

### Campeonatos nacionales
| Título          | Club             | País    | Año     |
| --------------- | ---------------- | ------- | ------- |
| Copa de Bélgica | K. S. C. Lokeren | Bélgica | 2011-12 |